# Route magistrale 7 (Arménie)
Pour les articles homonymes, voir M7 et Route 7.
La route magistrale M7 (en arménien : Մ 7 ճանապարհ) est une route magistrale en Arménie.
Elle va de Gyumri et à la frontière entre l'Arménie et la Turquie jusqu’à Spitak,,.

## Présentation
La M7 commence à une dizaine de kilomètres à l'ouest de Gyumri, à la frontière avec la Turquie. 
La M7 traverse ensuite Gyumri, la deuxième ville d'Arménie, puis la route traverse des zones agricoles assez plates vers l'est, avant de se diriger vers les montagnes. 
La route s'élève de 1 500 à 1 900 mètres d'altitude, puis redescend jusqu'à 1 500 mètres près de Lernantsk.
À Lernantsk, la M7 se termine à sa rencontre de la M3.
La route M7 mesure 57 km de long.

## Histoire
La M7 était à l’origine l’une des principales routes reliant la Turquie au Caucase du Sud, qui faisait alors partie de l’Union soviétique. 
Après l'indépendance de l'Arménie et la guerre du Haut-Karabakh qui a suivi, la Turquie a fermé ses frontières avec l'Arménie. 
Il n’y a plus de passage physique des frontières.

## Tracé
- Spitak
- Gjumri
- Akhurik